# 益友
《益友》报是由上海交通大学委员会主办，创办于上个世纪80年代初的一份学生刊物。《益友》报包括新闻、专题、人物、文字、生活、资讯等栏目，每半月一期，每期3000份。